# 1,1-Dichlorpropan
1,1-Dichlorpropan ist eine chemische Verbindung aus der Gruppe der gesättigten Halogenkohlenwasserstoffe.

## Gewinnung und Darstellung
1,1-Dichlorpropan kann aus Propionaldehyd mit Phosphorpentachlorid oder aus Chlorpropen mit Dichlormonoxid und Tetrachlormethan gewonnen werden.

## Eigenschaften
1,1-Dichlorpropan ist eine klare farblose Flüssigkeit, die schwer löslich in Wasser ist.

## Verwendung
1,1-Dichlorpropan bildet mit Basen 1-Chlorpropen, bei der Gasphasenpyrolyse Chlorpropene und wird als Lösungsmittel für Pestizide verwendet.

## Sicherheitshinweise
Die Dämpfe von 1,1-Dichlorpropan können mit Luft ein explosionsfähiges Gemisch (Flammpunkt ca. 0 °C) bilden.